# Anders Olson (författare)
Anders Emil Valdemar Olson, född 29 januari 1901 i Gävle, död 22 januari 2004 i Högalids församling, var en svensk lärare och författare.
Anders Olson var son till livförsäkringsagenten Anders Olson och bror till Hjalmar Olson. Efter studentexamen i Stockholm 1919 avlade han filosofisk ämbetsexamen i Uppsala 1922. Han blev adjunkt i tyska och engelska vid Högre lärarinneseminariet i Stockholm 1931 och i engelska och franska vid Högre allmänna läroverket för gossar å Norrmalm 1930. Han författade den uppmärksammade Medvetanden och materia (1944), där han menar att försöka beskriva begrepp som "själ" är ointressant ur vetenskaplig synpunkt. I Ling och Lingtekst (1947) försökte han propagera för ett nytt internationellt hjälpspråk, Ling med en mycket enkel grammatik.